# Шарко, Владимир Васильевич
Владимир Васильевич Шарко — украинский математик и тополог, член-корреспондент НАНУ (2006).
Родился 25 сентября 1949 в п. Отыния Ивано-Франковской области в семье служащих. В 1959 г. переехал с родителями в Станислав (Ивано-Франковск). Там учился в средней школе № 5. Затем окончил Киевский университет (1973, механико-математический факультет) и аспирантуру Института математики АН УССР (научный руководитель — Юрий Юрьевич Трохимчук).
В 1976 году защитил кандидатскую диссертацию:
- О точных функциях Морса : диссертация … кандидата физико-математических наук : 01.01.01. — Киев, 1976. — 74 с.

С тех пор работал там же, с 2001 г. начальник отдела топологии, с 2007 г. одновременно заместитель директора по научной работе.
В 1987 г. защитил докторскую диссертацию:
- Минимальные функции Морса : диссертация … доктора физико-математических наук : 01.01.04. — Киев, 1986. — 211 с.

С того же года по совместительству работал профессором Киевского университета. Старший научный сотрудник (2001).
В 2006 году избран членом-корреспондентом НАНУ.
Научные интересы — алгебраическая топология, теория Морса и её приложения\ к теории динамических систем.
Лауреат Государственной премии Украины в области науки и техники (2005), академических премий имени М. В. Остроградского (1980), имени Н. Н. Крылова (2005) и имени Лаврентьева (2010).
Умер в Киеве 7 октября 2014 года.
Сочинения:
- Функции на многообразиях : (Алгебраич. и топол. аспекты) / В. В. Шарко; АН УССР, Ин-т математики. — Киев : Наук. думка, 1990. — 193,[3] с.; 22 см; ISBN 5-12-001827-0
- В. В. Шарко, «Числовые инварианты коцепных комплексов и числа Морса многообразий», Труды МИАН, 252 (2006), 261—276 mathnet mathscinet; V. V. Sharko, «Numerical Invariants of Cochain Complexes and the Morse Numbers of Manifolds», Proc. Steklov Inst. Math., 252 (2006), 248—263
- А. А. Ошемков, В. В. Шарко, «О классификации потоков Морса-Смейла на двумерных многообразиях», Матем. сб., 189:8 (1998), 93-140
- В. В. Шарко, «Стабильная алгебра теории Морса», Изв. АН СССР. Сер. матем., 54:3 (1990), 607—631
- С. В. Матвеев, А. Т. Фоменко, В. В. Шарко, «Круглые функции Морса и изоэнергетические поверхности интегрируемых гамильтоновых систем», Матем. сб., 135(177):3 (1988), 325—345
- В. В. Шарко, «Минимальные резольвенты и функции Морса», Тр. МИАН СССР, 154 (1983), 306—311